# Lawrence Johnson
Lawrence Johnson (* 7. května 1974, Norfolk, Virginie) je bývalý americký atlet, stříbrný olympijský medailista a halový mistr světa (2001) ve skoku o tyči.
V roce 1993 získal v kanadském Winnipegu zlatou medaili na Panamerickém mistrovství juniorů. Reprezentoval na letních olympijských hrách v Atlantě 1996, kde ve finále skončil na osmém místě. O čtyři roky později získal na olympiádě v australském Sydney za výkon 590 cm stříbrnou medaili.

## Osobní rekordy
- hala - (596 cm, 3. března 2001, Atlanta)
- venku - (598 cm, 25. května 1996, Knoxville)